# Campeonato Roraimense de Futebol de 2020
 O Campeonato Roraimense de Futebol de 2020 foi a 65.ª edição do futebol do estado de Roraima e a 25ª desde que se tornou profissional.
O Campeonato foi organizado pela Federação Roraimense de Futebol e começou em março, e terminou em dezembro. Essa edição contou com cinco clubes. O campeão ganhará vaga na Copa do Brasil de 2021, Copa Verde de 2021 e os dois primeiros colocados disputarão a Série D de 2021. Os jogos são disputados na capital Boa Vista, no Estádio Ribeirão e no Estádio Canarinho. Em 20 de março, a Federação Roraimense de Futebol após sugestão da Confederação Brasileira de Futebol, suspendeu o campeonato por tempo indeterminado devido à pandemia de COVID-19,mas após reunião ficou determinado que a volta do campeonato seria no dia 10 de outubro. só que em, uma nova reunião no dia 30 de setembro ficou decidido que a volta seria somente no mês de novembro devido alguns times do campeonato estarem disputando a Série D.

## O certame
Estão confirmadas no estadual do ano as equipes: Baré, São Raimundo, Rio Negro, Atlético Roraima e GAS..

## Regulamento
No primeiro turno, as cinco equipes jogam entre si, em rodadas duplas, e os dois mais bem colocados se enfrentam na decisão. No segundo turno, as equipes voltam a jogar entre si, com os dois mais bem colocados em pontos novamente se enfrentando na decisão. Em ambas as finais de turno o melhor colocado terá a vantagem do empate. O vencedor do primeiro turno decidirá com o vencedor do segundo turno o título da competição. Caso um mesmo time vença ambos os turnos, automaticamente será declarado campeão roraimense de 2020.

### Critério de desempate
Os critério de desempate foram aplicados na seguinte ordem:
1. Maior número de vitórias;
2. Maior saldo de gols;
3. Confronto direto;
4. Menor número de gols sofridos;
5. Maior número de gols pró (marcados);
6. Sorteio

## Equipes participantes

### Informações das equipes
| Atlético Baré GAS Rio Negro S.Raimundo Localização da sede dos clubes no estado. | Atlético Baré GAS Rio Negro S.Raimundo Localização da sede dos clubes no estado. | Atlético Baré GAS Rio Negro S.Raimundo Localização da sede dos clubes no estado. | Atlético Baré GAS Rio Negro S.Raimundo Localização da sede dos clubes no estado. | Atlético Baré GAS Rio Negro S.Raimundo Localização da sede dos clubes no estado. | Atlético Baré GAS Rio Negro S.Raimundo Localização da sede dos clubes no estado. | Atlético Baré GAS Rio Negro S.Raimundo Localização da sede dos clubes no estado. |
| -------------------------------------------------------------------------------- | -------------------------------------------------------------------------------- | -------------------------------------------------------------------------------- | -------------------------------------------------------------------------------- | -------------------------------------------------------------------------------- | -------------------------------------------------------------------------------- | -------------------------------------------------------------------------------- |

## Técnicos
| Equipe           | Técnico                                                         |
| ---------------- | --------------------------------------------------------------- |
| Atlético Roraima | Marcelo Pereira (1ª—3ª) Dário Lourenço (4ª—)                    |
| Baré             | Thalysson Santos (1ª—3ª) Edmilson Santos (4ª) Aderbal Lana (5ª) |
| GAS              | Marcos Piter (1ª—)                                              |
| Rio Negro        | Jonas Manu (1ª—)                                                |
| São Raimundo     | Chiquinho Viana (1ª—)                                           |

### Mudança de Técnicos
| Clube            | Antecessor       | Motivo      | Data         | Última partida                | Rod | Pos | Sucessor        | Ref.                               |
| ---------------- | ---------------- | ----------- | ------------ | ----------------------------- | --- | --- | --------------- | ---------------------------------- |
| Baré             | Thalysson Santos | remanejado  | 16 de março  | Baré 2–5 Atlético Roraima     | 3ª  | 5°  | Edmilson Santos | [ 9 ] [ 10 ]                       |
| Baré             | Edmilson Santos  | Substituído | 25 de Julho  | Baré 2–5 Atlético Roraima     | 3ª  | 5°  | Aderbal Lana    | [ 11 ] [ 12 ] [ 13 ] [ 14 ] [ 15 ] |
| Atlético Roraima | Marcelo Pereira  | Substituído | 25 de Julho  | Baré 2–5 Atlético Roraima     | 3ª  | 4°  | Dário Lourenço  | [ 16 ]                             |
| Baré             | Aderbal Lana     | Resignado   | 7 de outubro | Baré 2–3 Sinop (Série D 2020) | 3ª  | 5°  | A definir       | [ 17 ]                             |